# Estadio TSM Corona
A mexikói Coahuila államban található Torreónban felépült Estadio Territorio Santos Modelo Corona (röviden TSM Corona) a Club Santos Laguna labdarúgócsapat otthona. A 2009-ben épült stadion Latin-Amerika legmodernebbjei közé tartozik. Nevét a csapat tulajdonosáról, a Grupo Modelóról és annak fő gyártmányáról, a világszerte ismert Corona sörről kapta.

## A stadion
A stadion Torreón északkeleti részén, a Francisco I. Madero felé vezető út mentén található. Az 5 szintes lelátó befogadóképessége 30 000 fő, mely szükség esetén 38 000-re is bővíthető, koncertek alkalmával viszont „csak” 20 000 embert engednek be.
A stadionhoz tartozó 23 hektáros komplexumban összesen 6 rendes méretű pálya (közülük 2 és fél műfüves) található, emellett számos öltöző, 50 fős sajtóhelyiség, 170 médiamunkatárs számára külön lelátóhelyiség, irodák, 500 fős rendezvényterem, a TV Azteca Laguna stúdiói, vendéglők, előadótermek, kiállítások a csapat trófeáiról, a klub egykori elnökeiről, 2 fő és két melléköltöző, 3 játékvezetői öltöző és doppingvizsgálati terem is tartozik hozzá.
Egy, a világon egyedülálló kezdeményezés eredményeképpen a stadionon belül építettek fel egy 400 fő befogadóképességű templomot, a Parroquia de Todos los Santost, azaz a Mindenszentek Parókiáját, melyhez egy 492 urnából álló urnatemető („kolumbárium”) is tartozik. A templom ünnepnapja november elseje.
Az épületegyüttesben működik az utánpótlásképző akadémia is, ahol több száz fiatal edzését és oktatását, sőt, sokuk bentlakását is biztosítják. Az építmények mellett egy hatalmas parkoló is felépült, 2500–3000 jármű számára.
Mivel a Comarca Lagunera vízben szegény terület, ezért kiemelt figyelmet fordítanak a takarékos vízgazdálkodásra. Felépült a stadionhoz tartozóan egy víztisztítómű is, ahol 20 000 háztartás szennyvizét megtisztítva öntözővizet nyernek a 23 hektáros terület számára.
A régi Corona stadiont még az 1989–1990-es szezonban nevezték el La Casa del Dolor Ajenónak, vagyis Az Idegen Fájdalom Házának, mivel az egész hosszú szezon során mindössze egy csapat tudott itt idegenben győzni. Ez a név átöröklődött az új TSM Corona stadionra is. 2016 májusának elején bejelentették, hogy május 6-tól ez az elnevezés hivatalosan megszűnik, és ettől a naptól kezdve a stadion új beceneve El Templo del Desierto, azaz A Sivatag Temploma lesz. A szurkolók egy része azonban továbbra is a régi névhez ragaszkodik.
A sportkomplexum keleti részén elhelyezkedő sétányon alakították ki a Santos által alapított legmagasabb elismerés, a Santo Inmortal cím birtokosainak emlékhelyeit. 2016 tavaszáig összesen négy játékos került be ide: Jared Borgetti, Rodrigo Ruiz, Christian Benítez és Oswaldo Sánchez.

## A Santos-busz
Mivel a stadion elég messze esik a belvárostól, a tulajdonosok saját buszjáratot üzemeltetnek a meccsek alkalvával, a Santos-buszt. A buszok a mérkőzés kezdete előtt 3 órával kezdenek járni a stadion és a belváros között (városi végállomása a Feria de Torreón), és a lefújás után egy órával indul vissza az utolsó. A járat használata 12 év alattiak számára ingyenes, de felnőtteknek is csak 8 pesóba kerül (kb. 150–160 Ft, 2013-as adat), külön buszt indítanak mozgássérültek számára.

## Története
A Santos megalakulásától kezdve csaknem 3 évtizeden keresztül a szintén Torreónban található Estadio Corona stadionban játszotta hazai mérkőzéseit. 2007 november 14-én azonban bemutatták a terveket az új, nagyobb és modernebb stadion építésére, szintén Torreónban, de eléggé a városon kívül, attól északkeletre. Miután három hónapos munka során teljesen megtisztították a leendő építési területet, a tényleges építkezés 2008. április 20-án kezdődött el, majd 2009 végén fejeződött be, november 11-én tartották az új épület avatóünnepségét, melyen részt vett Mexikó akkori elnöke, Felipe Calderón Hinojosa is, az előadáson pedig fellépett Ricky Martin is.
A jövőbeli tervek között szerepel közvetlenül a stadion mellett egy 120 szobás hotel felépítése is, melynek 60 szobájából a pályára is kilátás nyílik. Ez lenne az első ilyen típusú szálloda egész Latin-Amerikában. Emellett egy sportegyetemet és egy kereskedelmi központot is létesítenének itt, valamint a város lakóövezete is terjeszkedik a stadion irányában. A tervek szerint a jövőben 500 embernek munkát adó, több szintes kereskedelmi központ építése 2016 végén kezdődött meg 650 millió peso értékben.
Mivel Torreónban több tíz évente szokott havazni, ezért nevezetes esemény volt, amikor 2017 decemberében hó esett a stadionban. A különleges alkalomra a szurkolók külön jegyet válthattak, hogy fényképeket készíthessenek a behavazott létesítményről.

## Események a stadionban

### Sportrendezvények
A Club Santos Laguna hazai mérkőzésein kívül több rangos sporteseménynek adott már otthont a stadion. 2011-ben az U17-es labdarúgó-világbajnokság 8 meccsét rendezték itt, majd 2012 októberében a Mexikó–Salvador világbajnoki selejtezőt is itt játszották (2–0-s hazai győzelemmel zárult).

### A 2011. augusztus 20-i incidens
A 2011-es Apertura bajnokság 6. játéknapján, 2011. augusztus 20-án a mexikói labdarúgás történetében eddig soha nem tapasztalt esemény játszódott le a Corona pályáján. A Santos Laguna–Monarcas Morelia mérkőzés első félidejének 40. percében, 0–0-s állásnál kisebb robbanások vagy lövöldözés hangjai hallatszottak a stadionban. Mind a játékosok, mind a játékvezetők és a nézők körében pánik tört ki, a legtöbb focista az öltözőbe menekült, de például Oswaldo Sánchez, a hazai kapus a lelátóhoz rohant a családjához. A hangos durrogás mintegy 5 percig hallatszott a stadion minden szegletében. A mobiltelefonok és az internet hirtelen jelentkező túlterheltsége miatt a bent levők információhoz sem tudtak hozzájutni arról, hogy mi történik körülöttük. A meccset természetesen megszakították, és úgy döntöttek, későbbi időpontban rendezik meg újra. 25 perccel a hangok megszűnése után megjelent a helyszínen a klub elnöke, Alejandro Irarragorri is, aki kifejezte együttérzését a félelem által elfogott szurkolókkal. Később kiderült, mi volt ez az egész: a stadionon kívül tört ki egy hosszabb lövöldözés, miután egy ott elhaladó teherautó nem állt meg a rendőrség felszólítására.
A mérkőzést november 1-én pótolták be, 0–2-es vendégsikerrel zárult.